# Cedusa licea
Cedusa licea är en insektsart som först beskrevs av Dlabola 1979.  Cedusa licea ingår i släktet Cedusa och familjen Derbidae. Inga underarter finns listade i Catalogue of Life.